# ごめんやす御用だ!
『ごめんやす御用だ!』（ごめんやすごようだ）は、日本テレビ系列局で放送されていた読売テレビ製作のコメディ番組である。ヤクルト本社の一社提供。全26回。製作局の読売テレビでは1964年3月8日から同年8月30日まで、毎週日曜 12:15 - 12:45 （日本標準時）に放送。

## 出演者
- 京唄子
- 鳳啓助
- 横山アウト
- 三遊亭歌奴

## スタッフ
- 主な脚本：三田純一（三田純市の別名義）
- 主な演出：矢部章

## その他
前番組『ハイ!次の方』をネットしていた日本テレビは、同番組の終了後しばらくはこの時間帯で海外ドラマ『パトカーただ今脱線中』を放送していたが、1964年7月19日から本番組をネットするようになった。
番組の終了後、替わって土曜18:15枠で同じく唄子・啓助主演のコメディ番組『ポテチン武者修行』がスタートした。こちらも読売テレビ製作・ヤクルト提供番組である。